# Providence Steam Roller

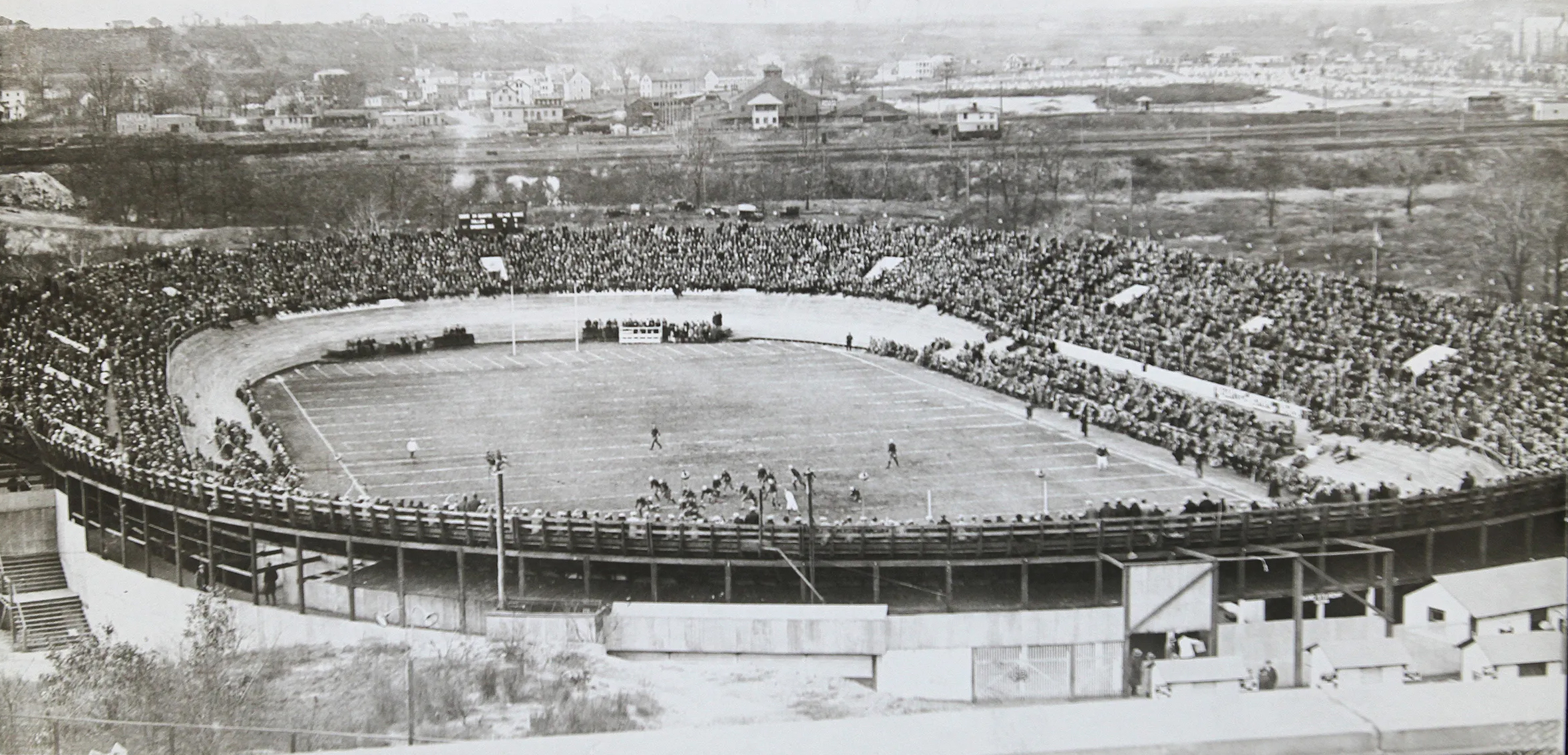
Ab 1925 das Heimstadion der Providence Steam Roller, das Cycledrome

Die Providence Steam Roller waren eine American-Football-Mannschaft aus Providence (Rhode Island). Das Team spielte in den Jahren 1925 bis 1931 in der National Football League (NFL). 1928 gewann das Team die Meisterschaft.

## Geschichte

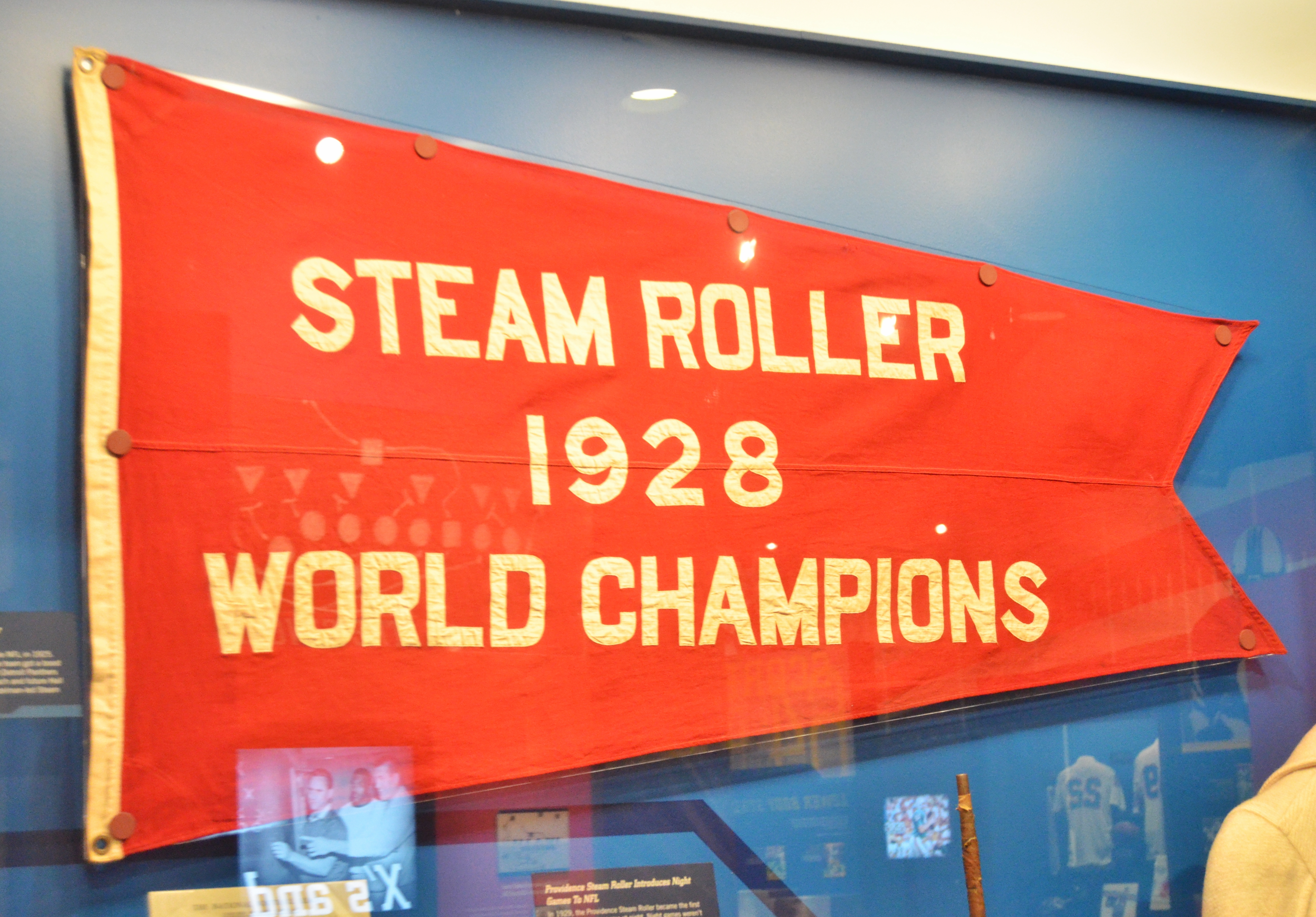
1928 Wimpel zum Gewinn der Meisterschaft 1928 in der Pro Football Hall of Fame

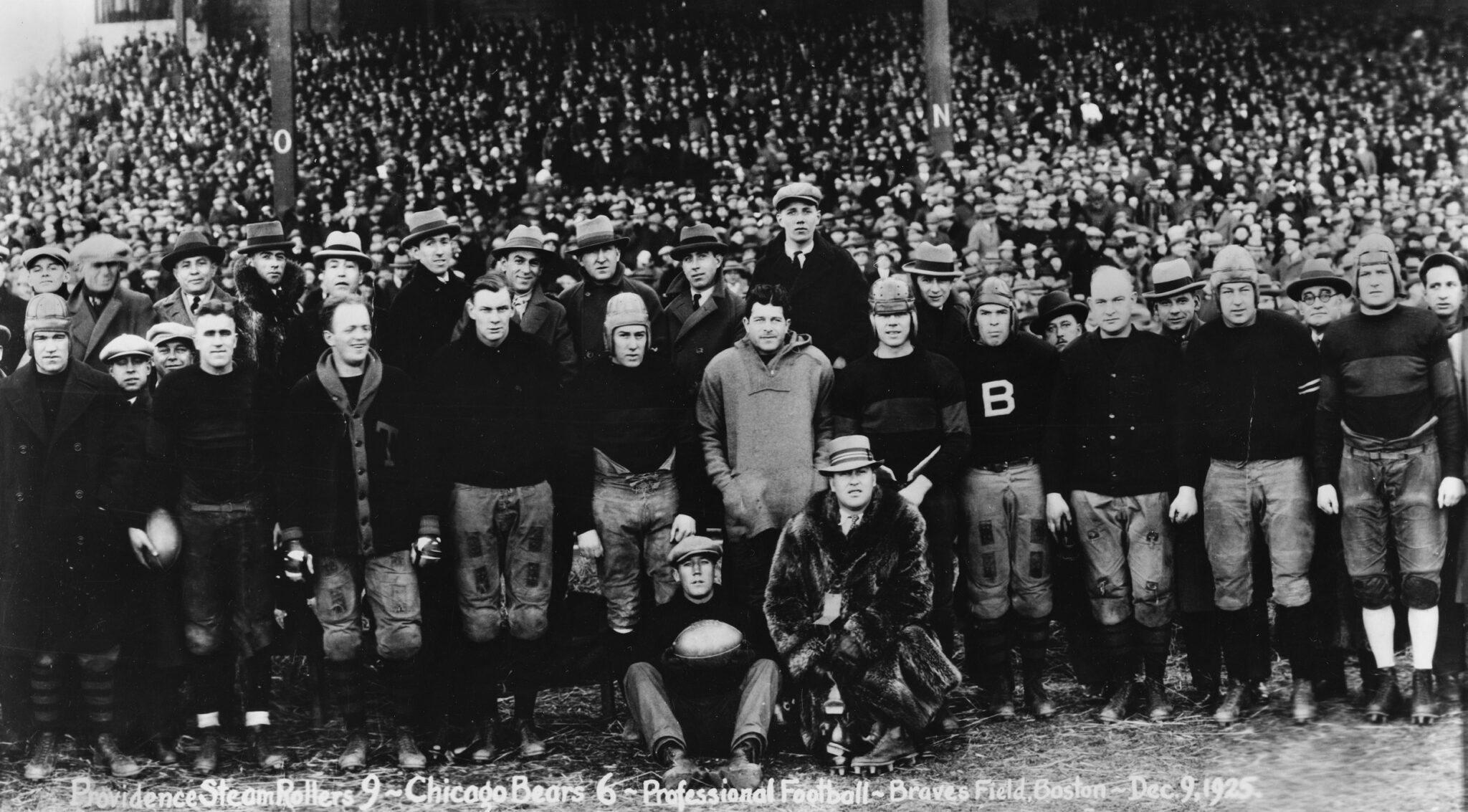
Mannschaft 1925

Die Providence Steam Roller wurden 1916 durch den Sportvermarkter Pearce Johnson und dem Journalisten und Anwalt Charles Coppen als professionelles Footballteam gegründet. Während Johnson in der Folgezeit als Geschäftsführer (General Manager) des Teams agierte, waren Coppen sowie der Politiker James Dooley und der Vermarkter und Immobilienbesitzer Peter Laudati als Eigentümer aktiv.
Von Anfang an versuchten die Eigentümer eine schlagkräftige Mannschaft aufzustellen und waren deshalb auch bei den Spielergehältern nicht zurückhaltend. Die meisten Spieler des Teams kamen aus New England, darunter auch einige College-Stars. Diese spielten jedoch meist unter einem Pseudonym, um ihren Amateur-Status nicht zu gefährden. Zunächst wurde das Team Providence Professionals genannt. Da Zuschauer meinten, dass das Team wie eine Dampfwalze (steam roller) über die Gegner fuhr, wurde bald der Name Steam Roller eingeführt. Bereits im ersten Spieljahr 1916 konnten sieben der neun Spiele gewonnen werden. Heimspiele wurden im Melrose Park ausgetragen. 1917 wurde das Team von einem Geschäft in Providence finanziell unterstützt und trat deshalb auch als „Outlet Steam Roller“ an. In diesem Jahr gehörte auch der später Hall-of-Famer, der Farbige, Fritz Pollard, zum Trainerstab. Am 25. November 1917 verlor das Team gegen die American Chain aus Bridgeport (Connecticut). Diese beanspruchten dann den Titel des New-England-Meisters für sich. Da fast alle Spieler 1918 zum Militär eingezogen waren, wurden nur zwei Spiele ausgetragen. In den folgenden zwei Jahren wurden die Heimspiele in fünf verschiedenen Stadien ausgetragen (Berkeley Oval in Cumberland, Hope Field und Melrose Park in Providence, Weston Field in Cranston und das Clinton Oval in Woonsocket). In der Saison konnte das Team keinen einzigen Punkt erzielen. Um dem Team eine permanente Heimspielstätte zu bieten, ließ Laudati 1921 Kinsley Park errichten. Das erste Jahr 1921 im neuen Stadion verlief noch wenig erfolgreich. Ab 1922 wurde das Team jedoch zu einem der stärksten Team in New England. 1923 wurden von 13 Spielen nur eines verloren. Dieses war 3:0 gegen die American Chain. Das Revanche-Spiel wurde im Kinsley Park mit 16:0 gewonnen. Die Steam Roller reklamierten deshalb den Titel des Meisters von New England für sich.
Im Sommer 1924 beantragte das Team eine Franchise für NFL für das Jahr 1925. Die anderen NFL-Teambesitzer standen dem positiv gegenüber. Es wurden deshalb für die Saison 1924 sechs Spiele gegen NFL-Teams vereinbart. Damit sollte unter anderem getestet werden, ob das Team sportlich und in Bezug auf das Publikumsinteresse für die Liga geeignet war. Von den 16 Spielen konnten 12 gewonnen werden. Darunter waren auch drei Siege gegen NFL-Teams. Die Niederlagen erfolgten gegen die Frankford Yellow Jackets.
Vor Beginn der Saison 1925 eröffnete Laudati das Cycledrome, eine kombinierte Sportanlage aus Football-Spielfeld und Radrennbahn, mit einem Fassungsvermögen von 10.000 Zuschauern. Die erste Saison in der NFL, 1925, verlief durchwachsen. Es wurden sechs von zwölf Spiele gegen Liga-Kontrahenten gewonnen. Auch 1926 war bei dreizehn Spielen und fünf Siegen keine Verbesserung erkennbar.
Für die Saison 1927 gelang es den Eigentümern den Starspieler Jimmy Conzelman als Quarterback und Head Coach zu verpflichten. Auch die vormaligen Detroit-Panthers-Spieler Gus Sonnenberg sowie Wildcat Wilson konnten unter Vertrag genommen werden. Mit acht Siegen in 14 Spielen erreichte das Team am Ende der Saison einen fünften Tabellenplatz. 
Im folgenden Jahr 1928 konnte das Team an die guten Ergebnisse anknüpfen. So gewann das Team das erste Saisonspiel, gegen die New York Yankees um den Starspieler Red Grange. Im zweiten Saisonspiel, gegen die Frankford Yellow Jackets, verlor das Team mit 6:10. Die einzige Niederlage der Steam Rollers. Das Rückspiel am 17. November in Philadelphia ging unentschieden aus. Das am folgenden Tag ausgetragene Spiel in Providence gewannen die Steam Roller. Am Ende der Saison standen acht Siege, eine Niederlage und zwei Unentschieden und damit sicherten sich die Mannschaft die Meisterschaft vor den konkurrierenden Frankford Yellow Jackets. Ausschlaggebend war das bessere Gewinnverhältnis.  
Da Conzelman an einer Knieverletzung laborierte und Sonnenberg seine Wrestling-Karriere vorantrieb, fehlten in der Saison 1929 zwei wichtige Leistungsträger. Am Ende konnten nur vier von zwölf Spielen gewonnen werden. Das Spiel am 6. November 1929 gegen die Chicago Cardinals musste wegen der Unbespielbarkeit des Cyclodromes in den Kinsley Park verlegt werden. Dieses fand erstmalig in der NFL-Geschichte unter Flutlicht statt. Rund 6.000 Zuschauer sahen eine Niederlage der Steam Roller. Auch die 1930er Saison lief nicht besser. Conzelman musste seine Spielerkarriere auf Grund der Verletzung beenden. So konnten zwar sechs der elf Saisonspiele gewonnen werden, aber am Ende reichte es nur zum fünften Platz im Klassement. 
Da Conzelman das Team verlassen hatte, wurde 1931 Ed Robinson Head Coach. Es konnten nur noch vier von elf Spielen gewonnen werden. Auf Grund der Weltwirtschaftskrise und der schlechten Ergebnisse des Teams ließ das Publikumsinteresse stark nach. So entschieden die Eigentümer am Ende der Saison den Spielbetrieb einzustellen. 1933 gaben sie das Franchise an die NFL zurück. 
Bis in die 1960er wurden unter dem Namen Steam Roller Football-Mannschaften in Providence aufgestellt. Diese spielten einige ausgewählte Spiele oder suchten ihren Erfolg in unterklassigen Ligen. 

## Uniform
Das Team spielte in schwarzen Jerseys mit einem breiten orangen Streifen auf dem sich die schwarzen Ziffern befanden. 1929 und 1930 waren die Ziffern weiß. 1926 und 1927 waren die Jerseys orange mit schwarzgestreiften Ärmel.

## Statistik
| Saison | Liga | Siege | Niederlagen | Unentschieden | Punkte erzielt | Punkte zugelassen | Platzierung  | Head Coach        |
| ------ | ---- | ----- | ----------- | ------------- | -------------- | ----------------- | ------------ | ----------------- |
| 1916   |      | 7     | 2           |               |                |                   |              | Jack McDonough    |
| 1917   |      | 5     | 3           | 1             |                |                   |              | Spike Staff       |
| 1918   |      | 1     | 1           |               |                |                   |              |                   |
| 1919   |      | 6     | 2           |               |                |                   |              |                   |
| 1920   |      | 0     | 2           | 4             |                |                   |              |                   |
| 1921   |      | 2     | 3           | 3             |                |                   |              |                   |
| 1922   |      | 8     | 2           | 2             |                |                   |              |                   |
| 1923   |      | 12    | 1           |               |                |                   |              |                   |
| 1924   |      | 12    | 3           | 1             |                |                   |              | Joe Braney        |
| 1925   | NFL  | 6     | 5           | 1             | 111            | 101               | 10. (von 10) | Archie Golembeski |
| 1926   | NFL  | 5     | 7           | 1             | 89             | 103               | 11. (von 22) | Jim Laird         |
| 1927   | NFL  | 8     | 5           | 1             | 105            | 88                | 5. (von 12)  | Jimmy Conzelman   |
| 1928   | NFL  | 8     | 1           | 2             | 128            | 42                | 1. (von 10)  | Jimmy Conzelman   |
| 1929   | NFL  | 4     | 6           | 2             | 107            | 117               | 7. (von 12)  | Jimmy Conzelman   |
| 1930   | NFL  | 6     | 4           | 1             | 90             | 125               | 5. (von 11)  | Jimmy Conzelman   |
| 1931   | NFL  | 4     | 4           | 3             | 78             | 127               | 6. (von 10)  | Ed Robinson       |

## Mitglieder in der Pro Football Hall of Fame
| Providence Steam Roller Hall of Famers | Providence Steam Roller Hall of Famers | Providence Steam Roller Hall of Famers | Providence Steam Roller Hall of Famers |
| Name                                   | Position                               | Spielzeit                              | Aufnahme in die HOF                    |
| -------------------------------------- | -------------------------------------- | -------------------------------------- | -------------------------------------- |
| Jimmy Conzelman                        | Halfback, Quarterback; Coach           | 1927–1930                              | 1964                                   |
| Fritz Pollard                          | Halfback                               | 1917, 1925                             | 2005                                   |

## Namhafte Spieler
- Oran Pape, Back, spielte 1931 für die Providence Steam Roller
- Milt Rehnquist, Offensive Lineman, spielte 1928 bis 1931 für die Providence Steam Roller
- Gus Sonnenberg, Tackle, spielte 1927, 1928 und 1930 für die Providence Steam Roller
- Wildcat Wilson, Tailback, spielte 1927 bis 1929 für die Providence Steam Roller